# Centre de Recerca Ecològica i Aplicacions Forestals
El Centre de Recerca Ecològica i Aplicacions Forestals (CREAF) és un consorci públic amb l'objectiu de generar coneixements i eines en l'àmbit de l'ecologia terrestre, especialment la forestal, per millorar la planifació i la gestió del medi natural, rural i urbà. Va ser creat l'any 1987 per la Universitat Autònoma de Barcelona, l'Institut d'Estudis Catalans i la Generalitat de Catalunya, al qual, posteriorment, també s'hi va incorporar la Universitat de Barcelona i, darrerament, el Consell Superior d'Investigacions Científiques. És un centre adscrit a la UAB com a institut universitari dedicat a la recerca en l'àmbit de l'ecologia terrestre.
Amb seu al campus de la UAB a Bellaterra, el CREAF gaudeix de personalitat jurídica pròpia per a dur a terme les seves activitats en tots els àmbits geogràfics, des del local fins a l'internacional. El centre està associat a l'Institut de Recerca i Tecnologia Agroalimentàries (IRTA) i la Unitat d'Ecofisiologia està associada al Consell Superior d'Investigacions Científiques, a través del Centre d'Estudis Avançats de Blanes (CEAB). El seu màxim òrgan de govern és el Consell de Govern, en el qual actualment hi són representats la UAB, la UB, l'IEC, l'IRTA i tres departaments de la Generalitat de Catalunya. Del 2008 al 2011 va iniciar l'Inventari de Boscos Singulars de Catalunya: un inventari de boscs d'alt valor que tenen poca intervenció humana. Van identificar 292 boscos singulars, dels quals 60% a les comarques gironines, l'Alt Pirineu i la Vall d'Aran, el que representa 0,3% del total de la superfície arbrada de Catalunya. La producció científica del CREAF inclou avanços destacats en el camp de la biodiversitat i el canvi global. Fins al 2015 havia publicat 1517 publicacions científiques i uns setanta llibres. El seu director és Joan Pino Vilalta.